# Tutupali
Tutupali ist eine Ortschaft und eine Parroquia rural („ländliches Kirchspiel“) im Kanton Yacuambi der ecuadorianischen Provinz Zamora Chinchipe. Die Parroquia besitzt eine Fläche von 450,1 km². Die Einwohnerzahl lag im Jahr 2010 bei 639. Die Parroquia Tutupali wurde am 26. März 1956 gegründet.

## Lage
Die Parroquia Tutupali liegt an der Ostflanke der Cordillera Real im Südosten von Ecuador. Der Hauptort Tutupali liegt auf einer Höhe von 1330 m am rechten Flussufer des Río Yacuambi (im Oberlauf auch Río Zabala), oberhalb der Einmündung des Río Yauchingari von rechts. Tutupali befindet sich 12 km nordnordwestlich des Kantonshauptortes 28 de Mayo. Die Parroquia umfasst das obere Einzugsgebiet des Río Yacuambi, der das Areal nach Süden zum Río Zamora entwässert. Das Gebiet wird von fast allen Seiten von zum Teil mehr als 3000 m hohen Bergketten eingeschlossen. Im äußersten Norden befindet sich mit 3770 m der höchste Punkt der Provinz. Das abgelegene Gebiet ist am besten durch das Flusstal des Río Yacuambi erreichbar.
Die Parroquia Tutupali grenzt im Nordosten und im Osten an die Provinz Morona Santiago mit den Parroquias San Miguel de Cuyes und Amazonas (beide im Kanton Gualaquiza), im Süden an die Parroquia 28 de Mayo sowie im Westen und im Nordwesten an die Provinz Azuay mit den Parroquias San Felipe de Oña (im gleichnamigen Kanton) und Cochapata (im Kanton Nabón).

## Orte und Siedlungen
Neben dem Hauptort gibt es folgende Comunidades in der Parroquia Tutpali: Chontacruz, Corralpamba, Esperanza, Esperanza de Ortega, Inka Rumi, Nueva Esperanza, Ortega Alto, Ortega Bajo, San Vicente, Santa Rosa und Sayupamba.

## Ökologie
Das Bergland im Westen, im Norden und im Osten liegt innerhalb des Schutzgebietes Área Ecológica de Conservación Municipal Yacuambi.